# Technická jednotnost na železnici
Technická jednotnost na železnici (fr: Conférence internationale pour l'unité technique des chemins de fer, zkr. UT) je název evropské mezinárodní dohody, která prvně specifikovala minimální jednotné technické požadavky pro mezinárodní železniční dopravu. Dohoda vstoupila v platnost 1. dubna 1887.

## Organizace

### První konference
První mezinárodní konference evropských železničních správ se uskutečnila v Bernu ve dnech 16. – 19. října 1882. Konference se kromě švýcarského spolkového sněmu zúčastnili zástupci vlád Německa, Rakouska-Uherska, Francie a Itálie. Zápis z této konference byl předán vládám k vyjádření do 1. července 1883. Výsledkem této konference bylo mj. ustanovení tzv. bernského prostoru a požadavek na jednotný klíč pro osobní vozy v mezinárodní dopravě – známý čtyřhran.

### Druhá konference
Ve dnech 10. – 15. května 1886 se uskutečnila v Bernu druhá mezinárodní konference. Na této konferenci byla projednána přeprava zboží pod celním uzávěrem a byly znovu projednány body ze závěrečného protokolu z první konference. Poslední den konference byl podepsán závěrečný protokol, který byl následně předložen jednotlivým vládám ke schválení. Dohoda vstoupila v platnost 1. dubna 1887.

### Třetí konference
Třetí konference byla svolána na 6. – 18. května 1907. Na tuto konferenci byli pozváni i zástupci vlád dalších zemí – Belgie, Bulharska, Dánska, Norska, Holandska, Rumunska, Ruska a Švédska. Kromě prověření závěrů předchozích konferencí se projednávaly otázky ložné míry a šířky vozidel a dále zavádění průběžné brzdy. Poslední den konference byl podepsán závěrečný protokol a 1.  června  1908 vstoupila ustanovení v platnost. Výše uvedené otázky brzdy a ložné míry nebyly na konferenci dořešeny, proto na základě závěrečného protokolu byly ustanoveny komise, které se jimi měly dále zabývat.

### Komise
Brzdová komise předložila v květnu 1909 požadavky na brzdu nákladních vlaků a předpokládaný program zkoušek. V požadavcích bylo mj. stanoveno, že brzda má být co možná nejlehčí, nejjednodušší, s nízkou pořizovací cenou i nízkými náklady na údržbu, samočinná, minimálně podléhající opotřebení, schopná spolupráce s brzdou osobních vozů a že každý vůz musí být minimálně opatřen průběžným potrubím.

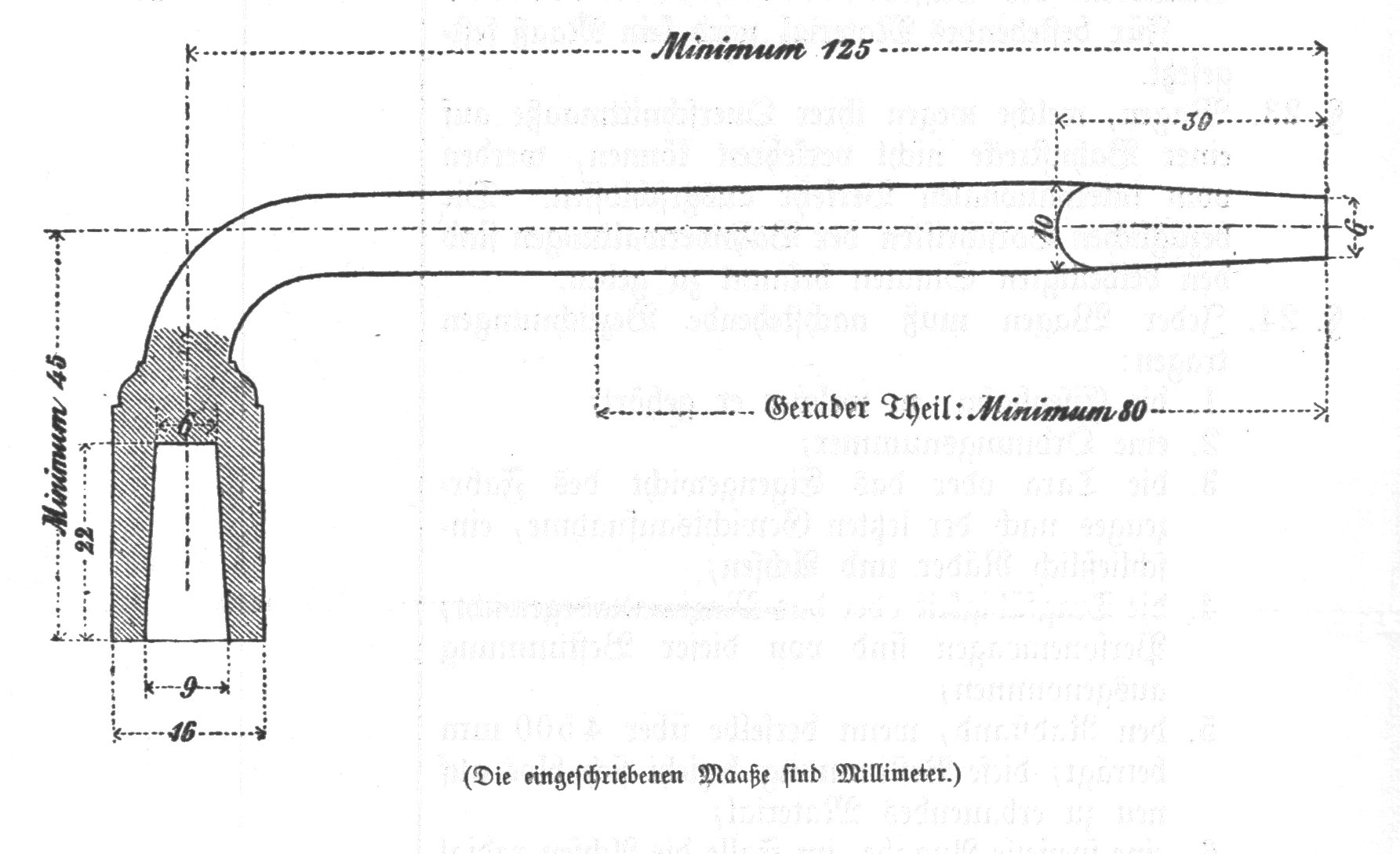
Bernský klíč - tzv. čtyřhran

V říjnu 1911 se sešla druhá z komisí. Cílem bylo doplnění a změny závěrečného protokolu z roku 1907 v oblasti měr a ložení nákladních vozů. S ohledem na množství zastoupených států v této komisi bylo shledáno zbytečným svolávat k závěrům komise další mezinárodní konferenci. Závěry byly předány vládám ke schválení a 1. května 1914 vstoupily v platnost, s výjimkou Německa, kde se tak stalo o měsíc později. Tato komise definovala minimální a maximální míry vybraných rozměrů nákladních vozů z hlediska technické kompatibility. Jednalo se například o rozchod kol, rozteč a výšku nárazníků, šířku obručí, rozkolí, rozměry háku a šroubovky, nápisy na vozech a další. V části věnované technickému stavu vozů byly vyjmenovány základní vady, s kterými je vůz neschopný provozu a v části věnované ložení vozů byl stanoven obrys vozidel, zásady rozložení nákladu s ohledem na kolové tlaky, ložení rozměrných nákladů na více vozů a další. Pro osobní vozy v mezinárodní dopravě byl stanoven tvar dvojitého klíče (u nás tzv. kličky).

## Meziválečné období
Později přijaly technickou jednotnost další země – Řecko, Lucembursko, Polsko, Československo, Turecko a Jugoslávie. Z organizačního hlediska neměla Technická jednotnost žádný stálý orgán. Tím se stala až v roce 1922 Mezinárodní železniční unie (UIC).
Technická jednotnost na železnici byla několikrát přepracována, poslední platné znění pocházelo z roku 1938.

## Konec platnosti
Protokolem mezivládní organizace pro mezinárodní železniční dopravu COTIF z 3. června 1999 podepsaným ve Vilniusu , kterým se mění mezivládní smlouva o mezinárodní dopravě z 9. května 1980 a který vstoupil v platnost v zúčastněných zemích 1. 7. 2006, byla po 124 letech nahrazena Technická jednotnost.